# Rue de la Bidassoa
Pour les articles homonymes, voir Bidassoa (homonymie).
La rue de la Bidassoa est une voie située dans le quartier du Père-Lachaise du 20e arrondissement de Paris.

## Situation et accès
La rue de la Bidassoa est desservie par les lignes 3 et 3 bis à la station Gambetta.

## Origine du nom
Elle porte ce nom en référence à la rivière franco-espagnole de la Bidassoa en raison de la proximité de la rue des Pyrénées. C'est dans une île formée par cette rivière, l'île des Faisans, que fut signé en 1659 le traité des Pyrénées qui mit fin aux hostilités entre la France et l'Espagne par le mariage de Louis XIV et de la fille de Philippe IV, Marie-Thérèse, infante d'Espagne.

## Historique
La partie située entre les actuelles avenue Gambetta et rue Villiers-de-l'Isle-Adam, connue sous le nom de « rue des Champs », comme ancienne voie de la commune de Charonne, est classée dans la voirie parisienne en vertu du décret du 23 mai 1863 avant de devenir une section de la « rue des Prairies » puis de prendre la dénomination de « rue de la Bidassoa » par un arrêté du 10 décembre 1878.
Par décret du 28 janvier 1876, une voie est ouverte entre les rues Villiers-de-l'Isle-Adam et Sorbier sous le nom de « rue Latérale » car elle longeait la ligne de Petite Ceinture en tranchée ensuite recouverte. Cette voie est réunie à la précédente sous le nom de « rue de la Bidassoa » par un arrêté du 7 décembre 1900.

## Bâtiments remarquables et lieux de mémoire

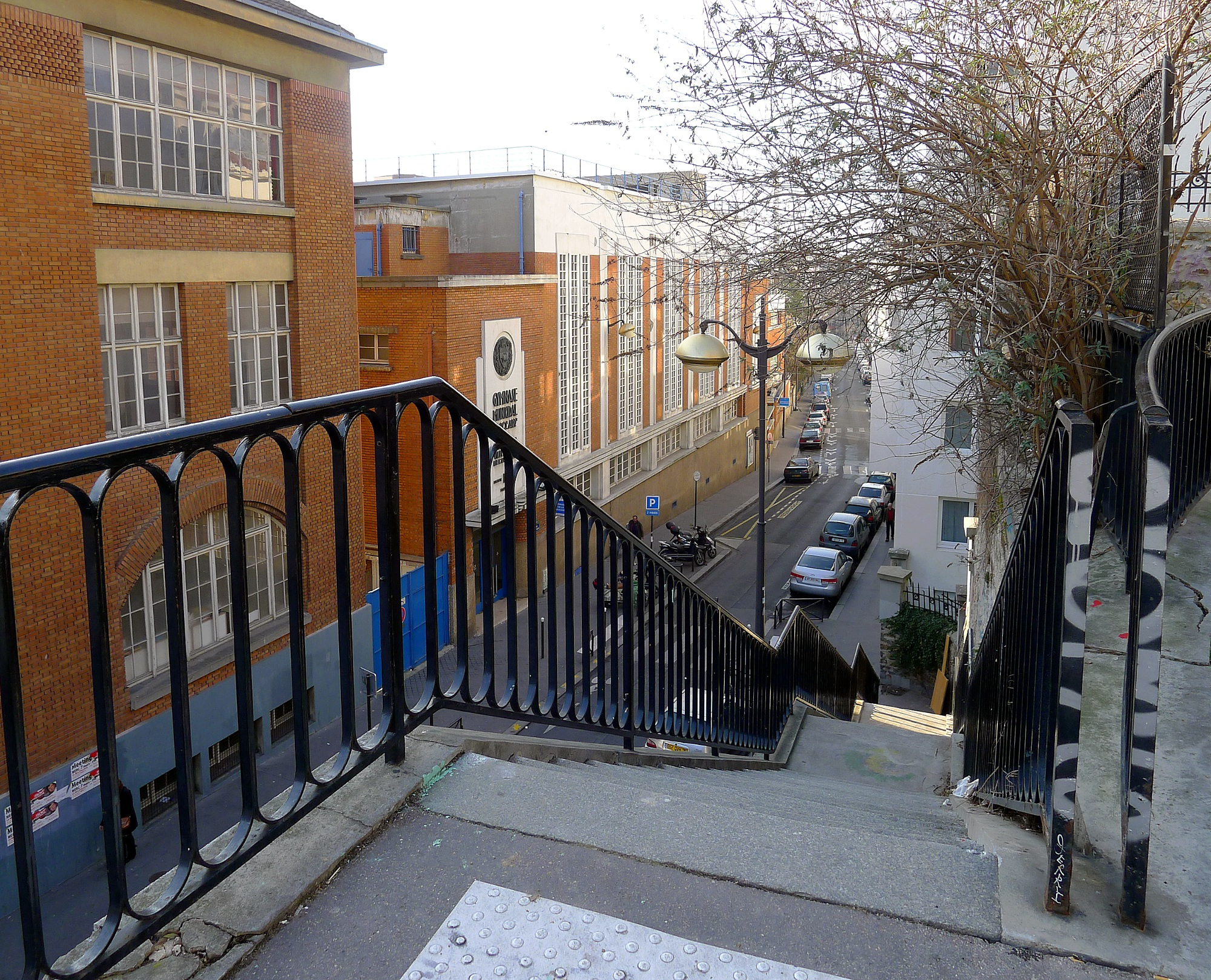
Escalier reliant la rue d'Annam à la rue de la Bidassoa (rue en contrebas).

- No 23 : lycée polyvalent Martin-Nadaud.
- No 25 : gymnase La Bidassoa[2].
- No 27 : bains-douches, construits par l'architecte Georges Planche[3],[4].